# Edwin Tappan Adney

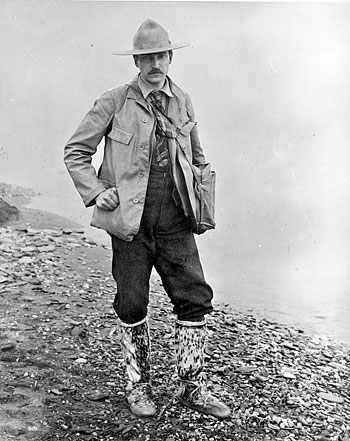
Edwin Tappan Adney, 1897 als Teilnehmer am Klondike-Goldrausch

Edwin Tappan Adney (* 13. Juli 1868 in Athens, Ohio; † 10. Oktober 1950 in Woodstock) war ein kanadischer Künstler, Schriftsteller, Ethnologe und Fotograf. Sein besonderes Interesse galt dem Bau von Modellen von Birkenrinden-Kanus der kanadischen Eingeborenen. Er baute über 120 Kanu-Modelle, die sich heute im Mariners’ Museum in Newport News, Virginia befinden. Seine Erfahrungen während des Klondike-Goldrausches, an dem er als Zeitungskorrespondent teilnahm, beschrieb er in dem Buch The Klondike Stampede.

## Leben
Edwin Tappan Adney wurde 1868 in Athens, Ohio als Sohn von William Harvey Glenn Adney (* 23. April 1834 in Vinton, Gallia County, Ohio; † 23. Juni 1885, Gum Spring Plantation bei Pittsboro, North Carolina), einem Professor der Universität Ohio, und dessen Frau Ruth Clementine Shaw Adney († 29. Oktober 1911 in Pittsboro, North Carolina) geboren. Als Adney fünf Jahre alt war, zog die Familie nach Washington, Pennsylvania, wo sein Vater am Washington and Jefferson College unterrichtete. 1879 verließ sein Vater das College aus gesundheitlichen Gründen und kaufte die Gum Spring Plantation, eine Tabakfarm in der Nähe von Pittsboro, North Carolina.
Als Junge wurde er von seinem Vater, der Nachhilfeunterricht für Studenten gab, in Naturwissenschaften, Mathematik, Geschichte, englischer Literatur und Latein unterrichtet. Mit dreizehn Jahren absolvierte Adney zwei Jahre an der University of North Carolina at Chapel Hill.
Nach der Trennung der Eltern zog seine Mutter 1883 mit ihm und seiner ein Jahr jüngeren Schwester Mary Ruth nach New York City, um den Kindern eine bessere Ausbildung zu ermöglichen. Um den Lebensunterhalt zu verdienen, betrieb seine Mutter dort eine Pension. Adney besuchte die Trinity School. Nach dem Schulabschluss arbeitete er tagsüber in einem Rechtsanwaltsbüro und nahm abends Zeichenunterricht an der Art Students League (ASL). Zu dieser Zeit lernte Adney seine spätere Ehefrau Minnie Bell Sharp aus Woodstock, New Brunswick, Kanada, kennen, die in New York eine Gesangs- und Klavierausbildung erhielt und im Pensionat seiner Mutter lebte.
1887 besuchten Adney und seine Schwester Minnie Bell Sharps Familie in Woodstock. Adney wollte hier einen Monat verbringen und sich auf die Aufnahmeprüfung für das Columbia College vorbereiten. In Woodstock lernte er jedoch Peter Joseph, einen Kanubauer der Malecite-Indianer kennen. Dieser weckte sein Interesse an der Kultur der Malecite-Indianer und vor allem am Bau der traditionellen Birkenrindenkanus, und er begann, die Kanus zu zeichnen. Adney blieb schließlich 20 Monate in Woodstock, begann die Sprache der Malecite zu lernen und baute mit Peter Josephs Hilfe sein erstes Kanu-Modell. 1890 veröffentlichte er eine Abhandlung über Kanubau im Harper’s Young People Supplement.
Ab 1890 verdiente Adney seinen Lebensunterhalt als freier Autor und Illustrator für verschiedene Magazine; Beiträge von ihm erschienen in Harper’s Weekly, Collier’s Weekly, Harper’s Young People, Saint Nicholas, Outing und Our Animal Friends. 1895 fertigte er 100 Zeichnungen für das Handbook of Birds of Eastern North America, ein ornithologisches Bestimmungsbuch, das bis in die 1920er Jahre in den USA und Kanada sehr verbreitet war.

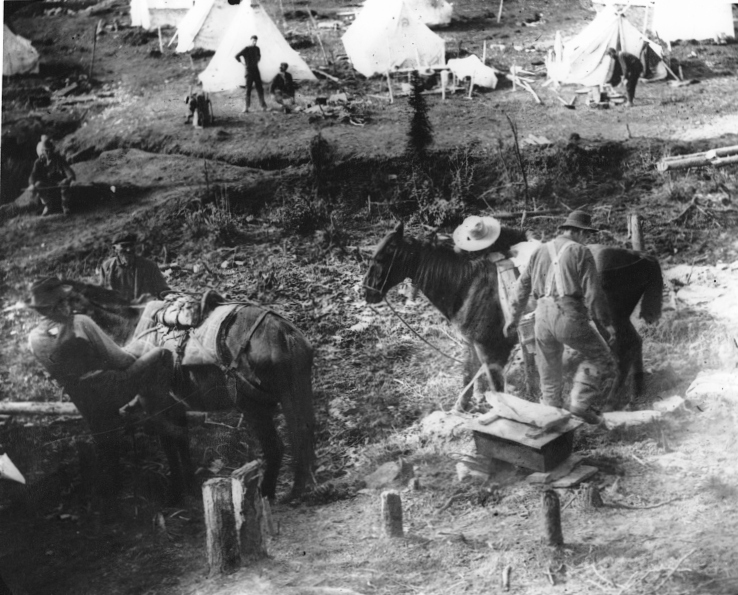
Fotografie von Edwin Tappan Adney – Bonanza Yukon 1898

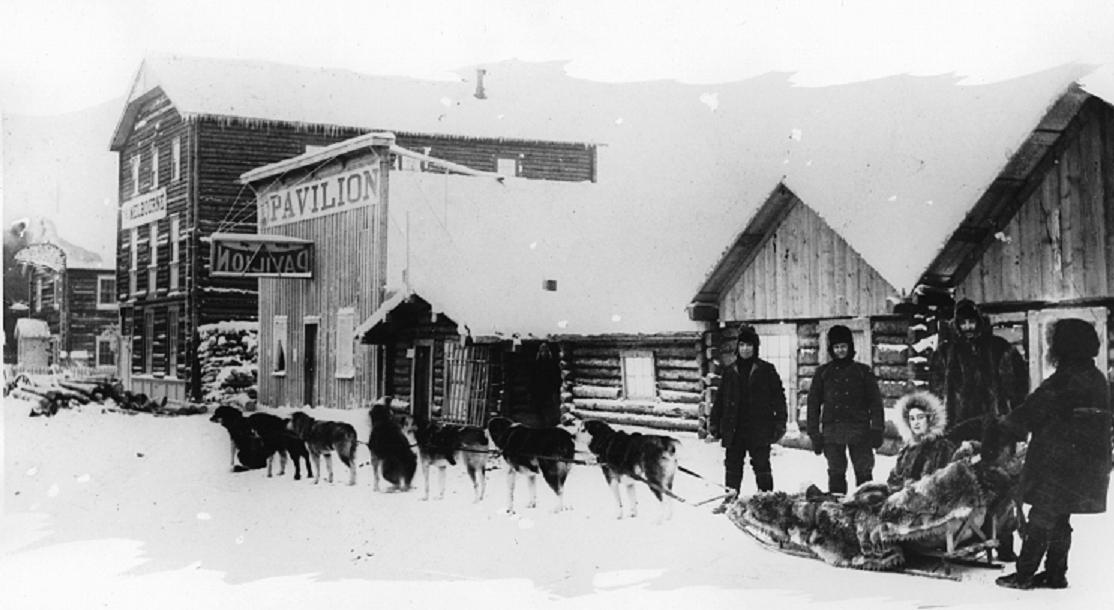
Schlittenhunde am Dawson Yukon 1899, fotografiert von Edwin Tappan Adney

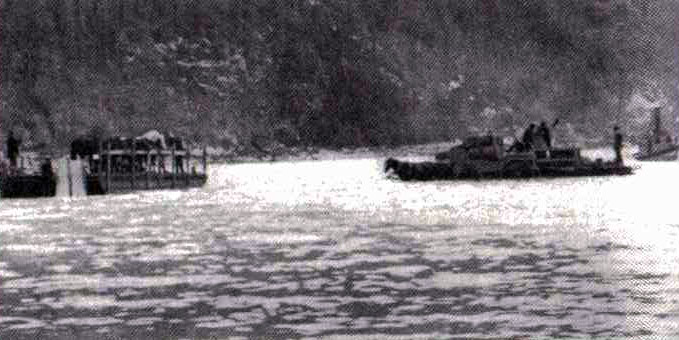
Pferde werden in Skagway auf Boote verladen, Fotografie aus dem Buch The Klondike Stampede

1897 und 1898 nahm Adney für 16 Monate als Korrespondent für Harper’s Weekly und den im London Chronicle am Klondike-Goldrausch am Yukon River teil. Im Jahr 1900 veröffentlichte er das Buch The Klondike Stampede, das mit seinen zahlreichen Fotografien und Zeichnungen illustriert ist. Im Jahr 1900 berichtete er als Korrespondent auch über den Cape-Nome-Goldrausch. Während dieser Reisen vertiefte er sein Interesse an der Kultur der kanadischen Ureinwohner.
1899 heiratete Adney die Musikerin Minnie Bell Sharp. Das Paar bekam 1902 einen Sohn, Francis Glenn Adney (* 9. Juli 1902 in Woodstock, New Brunswick). Er wurde wie seine Mutter Musiker, erlangte als Jazz-Pianist jedoch nur geringe Bekanntheit in den USA.

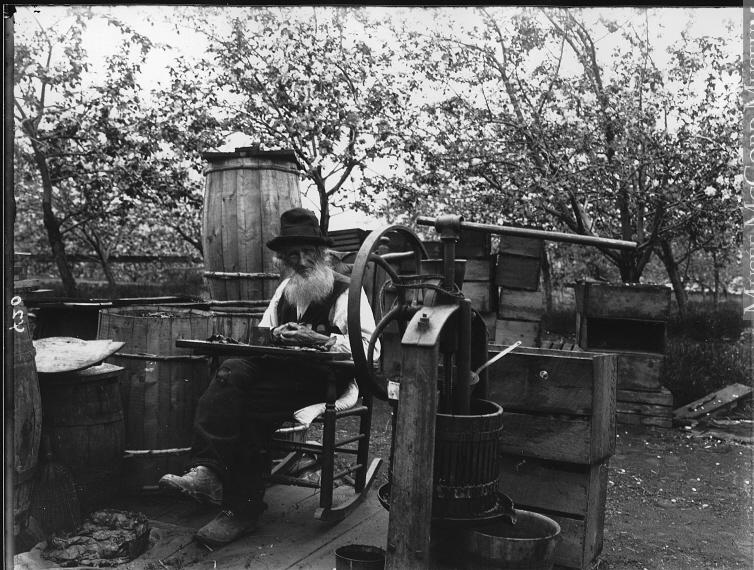
Francis Peabody Sharp, fotografiert 1901 von seinem Schwiegersohn Edwin Tappan Sharp

Von 1902 bis 1916 lebte Adney abwechselnd in New York und Woodstock. Die Baumschule seines Schwiegervaters Francis Peabody Sharp war in finanzielle Schwierigkeiten geraten und Adney und seine Frau bemühten sich vergeblich, das Unternehmen wieder aufzubauen. 1916 Adney trat in die Canadian Expeditionary Force ein, wo er in der Einheit der Royal Canadian Engineers im Dienstgrad eines Lieutenant im Ersten Weltkrieg diente. Er nahm aber an keinem Auslandseinsatz teil, sondern entwarf für das Royal Military College maßstabsgetreue Modelle von Verteidigungsgräben.

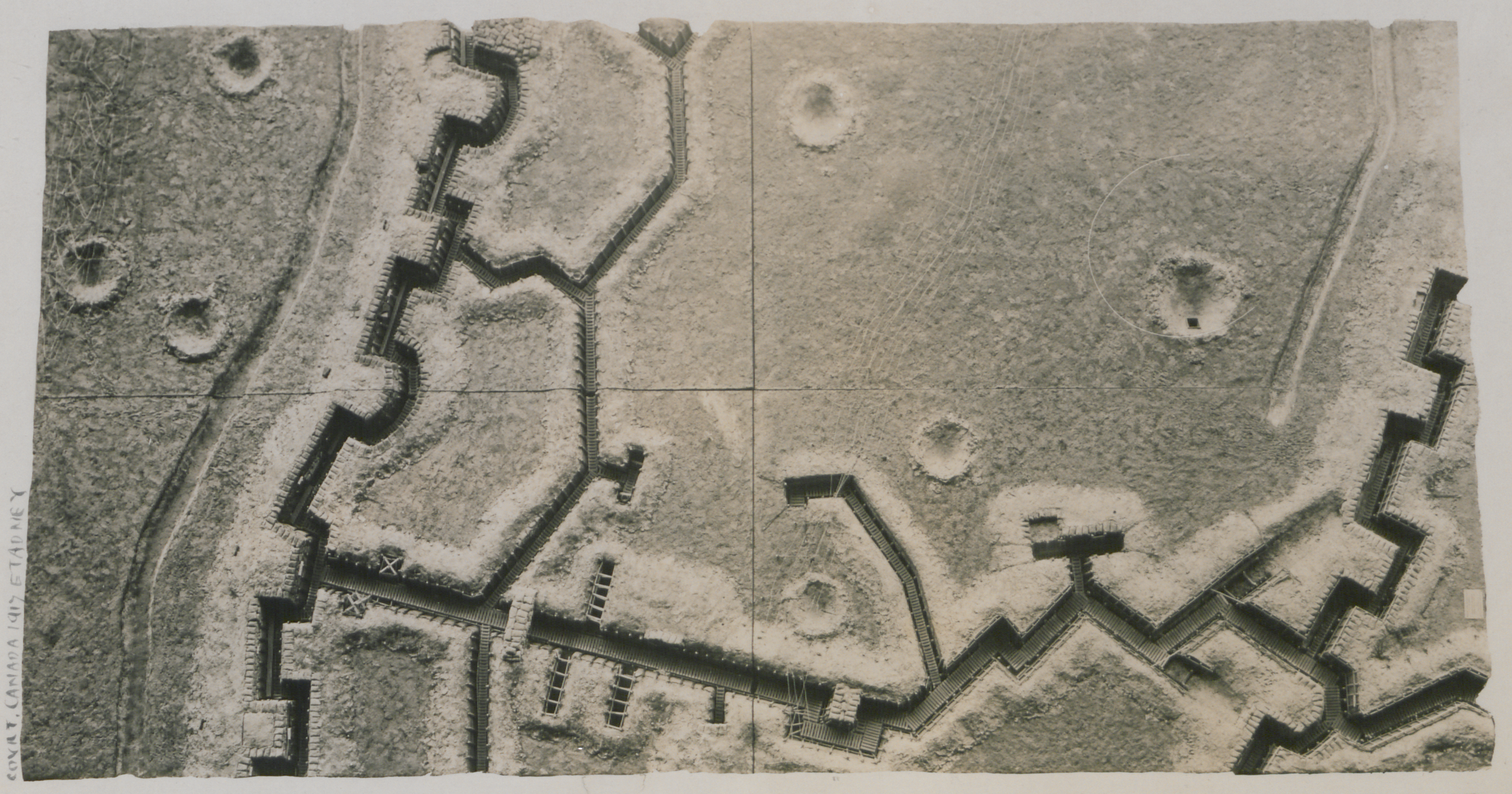
Von E.T. Adney geschaffenes Modell von Verteidigungsgräben, 1917

1917 wurde Adney kanadischer Staatsbürger. Nach dem Krieg zog Adney nach Montreal, wo er seinen Lebensunterhalt als Wappenmaler und -schnitzer verdiente. 1926 fertigte er 36 geschnitzte Wappen für das Chateau Frontenac Hotel in Quebec. Die Serie zeigt die Wappen aller französischen und britischen Gouverneure zwischen 1604 und 1926. Die Wappen sind noch heute im Champlain Dining Room des Hotels ausgestellt.
Bei einem 1926 von der Zeitschrift La Presse in Montreal ausgeschriebenen Wettbewerb zur Gestaltung der Nationalflagge Kanadas gewann sein Entwurf, wurde aber schließlich nicht umgesetzt.
Sein Interesse galt nach wie vor dem Kanubau und der Kultur der amerikanischen und kanadischen Eingeborenen. Er baute weiterhin Kanu-Modelle und schrieb an einem Buch über Kanubau, für das er aber keinen Verleger finden konnte. In finanzielle Not geraten, musste er 1928 seine Kanusammlung, die 110 Modelle im Maßstab 1:5 umfasst, an das Strathcona Ethnological Museum der McGill-Universität von Montreal verpfänden. Da er seine Schulden nicht zurückzahlen konnte, ging die Sammlung 1939 in den Besitz des Museums über.
1933 verließ er Montreal, um seine kranke Frau zu pflegen, die im Jahr 1937 starb.
Durch die Vermittlung von Fred Hill bezahlte das Mariners’ Museum 1940 Adneys Schulden bei der McGill University und gelangte so in den Besitz der Kanusammlung. Zusätzlich gewährte das Mariners’ Museum Adney ein monatliches Stipendium in Höhe von 100 $, damit dieser die Arbeit an seinem Buch über Kanubau fortsetzen konnte. Das Museum stellte die Zahlungen allerdings 1947 ein, nachdem sich herausstellte, dass Adney bereits nach einem Jahr mit der Arbeit an dem Buch aufgehört hatte.
Adney setzte sich für die Rechte der Malicete-Indianer und den Erhalt von deren Kultur und Traditionen ein. Zusammen mit Dr. Peter Paul, einem engen Freund aus der Woodstock First Nation, arbeitete Adney 15 Jahre lang an einem Wörterbuch mit Grammatik der Mailseet-Sprache, das aber nie veröffentlicht wurde.
Adney starb am 10. Oktober 1950 in Woodstock, ohne die Arbeit an einem Buch beendet zu haben.
Unmittelbar nach Adneys Tod übergab sein Sohn Glenn Adney das Material, das Adney im Laufe seines Lebens über den Kanubau gesammelt hatte, an das Mariners’ Museum; das Material zur Ethnologie der Amerikanischen Eingeborenen, zur Linguistik und Heraldik ging dagegen an das Peabody Essex Museum. Weitere Teile des Nachlasses gingen an die University of New Brunswick, an das Dartmouth College sowie die Carleton County Historical Society.
1952 plante das Mariners’ Museum, das Material in einem Buch zu publizieren, und beauftragte Howard Chapelle mit der Sichtung des Nachlasses; das Projekt wurde nach dem plötzlichen Tod des Museumspräsidenten Homer Ferguson allerdings zunächst unterbrochen. Auf Chapelles Initiative wurde das Projekt schließlich wieder aufgenommen; 1964 wurde das Buch durch die Smithsonian Institution veröffentlicht.

## Veröffentlichungen
- How an Indian Birch-bark Canoe is Made.
- Some New Brunswick Trap. in: Forest and Stream. 5. Januar 1893
- The Klondike Stampede. Harper & Brothers, New York 1900
- The Malecite Indians' Names for Native Berries and Fruits, and Their Meanings. in: The Acadian Naturalist, Mai 1944
- posthum zusammen mit H. I. Chapelle: The Bark Canoes and Skin Boats of North America. Smithsonian Institution Press, Washington 1964